# Jespáček ploskozobý
Jespáček ploskozobý (Calidris falcinellus) je středně velký druh slukovitého ptáka z rodu Calidris. Typickým rysem jeho zbarvení je dvojitý nadoční proužek. Zobák je delší, na špičce zahnutý dolů. Hnízdí v nejmokřejších částech vrchovin nebo v rašeliništích v tajze, v Česku vzácně protahuje. Zimuje ve východní Africe a jižní Asii.

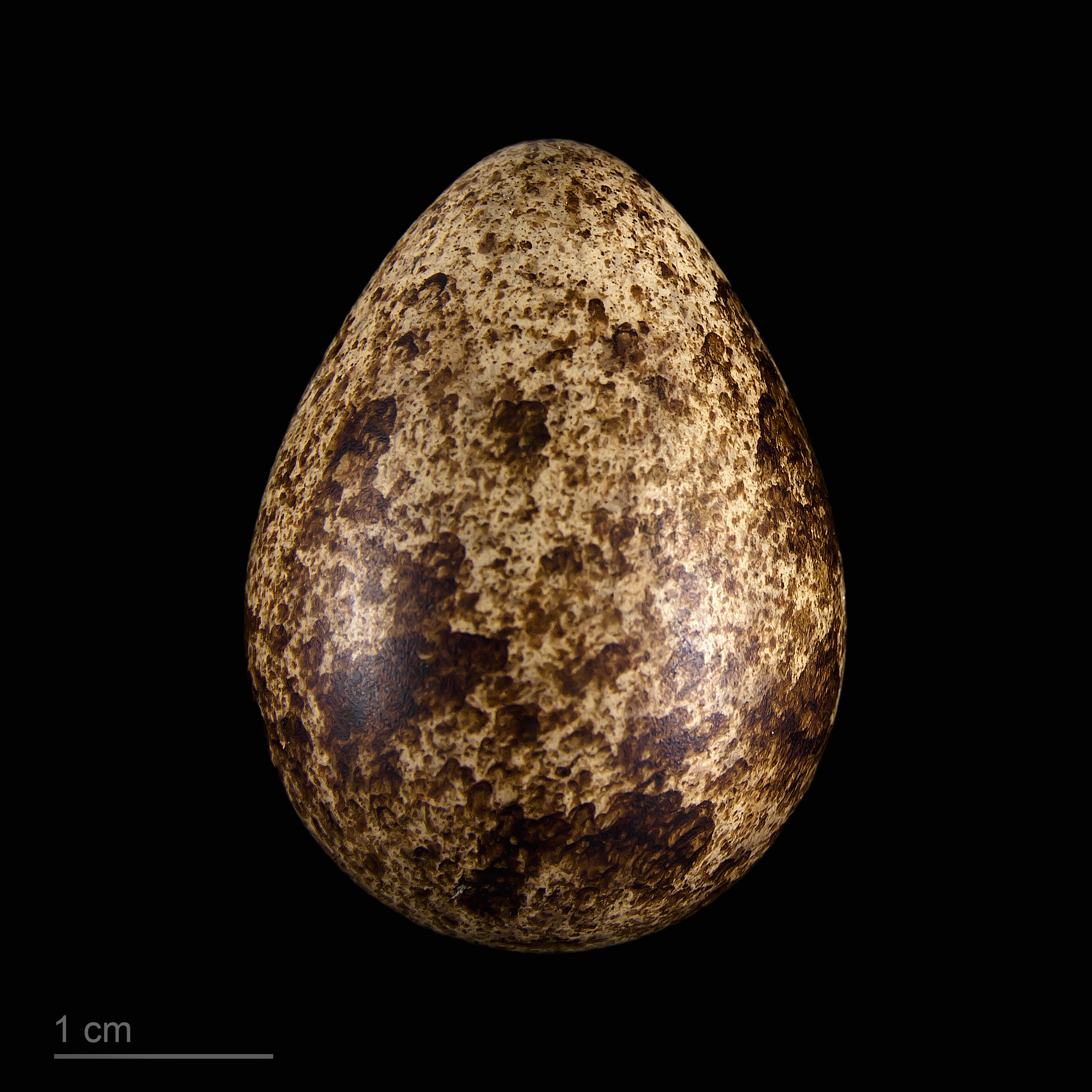
Vejce jespáčka ploskozobého (Limicola falcinellus falcinellus)